# Astana Pro Team

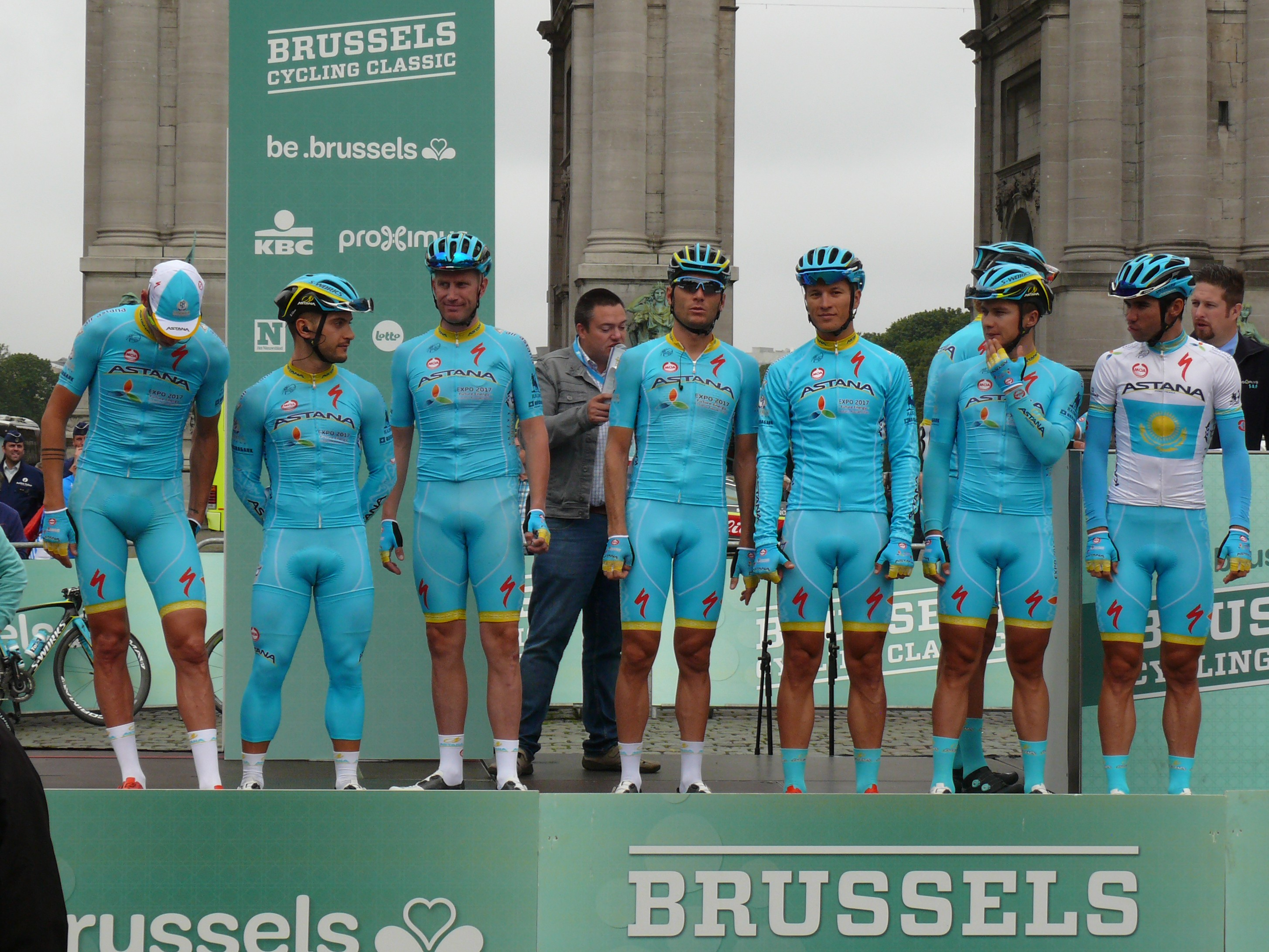
Команда Astana Pro Team 2016 року на змаганнях у Брюсселі

Astana Pro Team — казахстанська професійна спортивна велокоманда, що заснована у 2006 році. Головним спонсором команди є фонд «Самрук-Казина». Команда названа на честь столиці Казахстану та міста дислокації команди міста Астана. У команді свого часу виступали найвідоміші велогонщики, переможеці престижнх гранд-турів - Олександр Винокуров, Альберто Контадор, Ленс Армстронг, Вінченцо Нібалі, Фабіо Ару. Станом на 2017 рік на рахунку команди 248 перемог, 8 з них - перемоги на трьох гранд-турах - Джиро д'Італія, Тур де Франс, Вуельта Іспанії.

## Історія

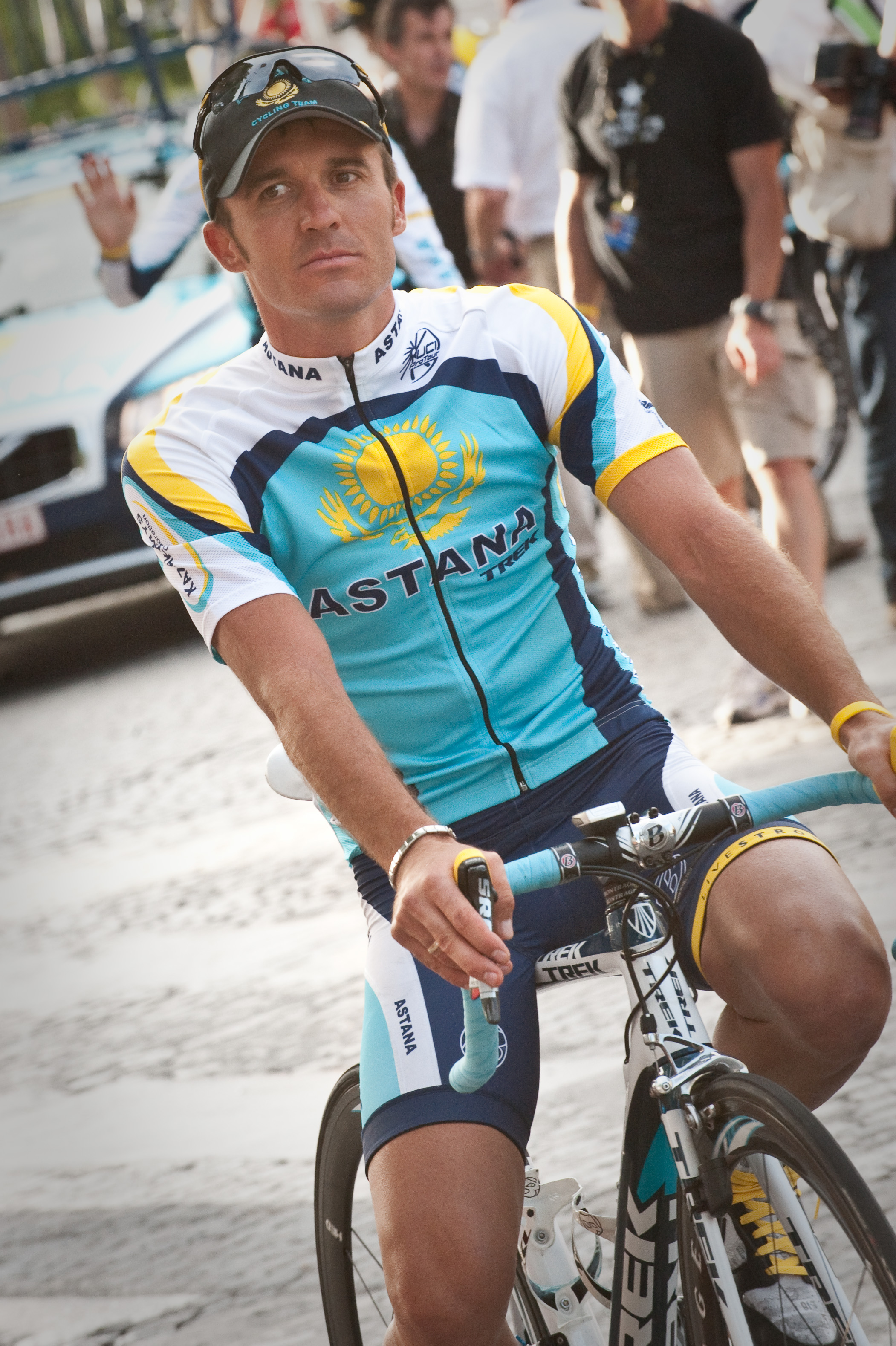
Українець Ярослав Попович на Тур де Франс 2009 у формі казахської команди

Команда Astana Pro Team була заснована у 2006 році за підтримки прем'єр-міністра Казахстану Даніала Ахметова. Цього ж 2006 року лідер команди Олександр Винокуров виграв гонку Вуельта Іспанії, а його партнер по команді Андрій Кашечкін прийшов до фінішу третім. 
У 2007 році Astana Pro Team отримала ліцензію UCI ProTeam. Капітаном команди цього сезону залишився Олександр Винокуров. Проте 24 липня допінг-проба Винокурова дала позитивний результат. Через це Винокур та вся команда вимушені покинути Тур де Франс. Протягом сезону також були підозри у вживанні заборонених препаратів були і стосовно інших членів команди зокрема Маттіас Кесслера, Едді Маццоленьї та Андрія Кашечкіна.
У 2008 році лідер команди Альберто Контадор виграв два у загальному заліку велоперегони Джиро д'Італія та Вуельта Іспанії. У 2009 році команда придбала у свої лави славнозвісного американця Ленса Армстронга та українця Ярослава Поповича.
У 2013 році команда підписала італійського велогонщика Вінченцо Нібалі. Виступаючи за команду, він виграв Джиро д'Італію у 2013 та 2016 і Тур де Франс у 2014 роках. Інший італієць Фабіо Ару переміг на Вуельті Іспанії у 2015 році. У 2016 році колумбійський представник команди Мігель Анхель Лопес виграв Тур Швейцарії.
22 квітня 2017 року, трагічно загинув в ДТП капітан команди Мікеле Скарпоні; він виїхав на тренування на велосипеді і був збитий мікроавтобусом.

## Головні досягнення
- 1-е місце в генеральній класифікації (Олександр Винокуров) на Вуельта Іспанії 2006.

- 1-е місце в командній класифікації на Критеріум Дофіне 2007.

- 1-е місце в генеральній класифікації (Альберто Контадор) на Джиро д'Італія 2008.

- 1-е місце в генеральній класифікації (Альберто Контадор) на Вуельта Іспанії 2008.

- 1-е місця в генеральній (Альберто Контадор) і командній класифікаціях на Тур де Франс 2009:

- - в складі команди на Тур де Франс 2009 виступили - Ленс Армстронг, Альберто Контадор, Андреас Клоден, Леві Лейфеймер, Ярослав Попович , Аймар Субельдія, Сержіу Паулінью, Грегорі Раст і Дмитро Муравйов [2] [3].

- 1-е місце (Альберто Контадор) в велобагатоденці Париж - Ніцца 2010.

- 1-е місце в генеральній класифікації (Альберто Контадор) на Тур де Франс 2010

- 1-е місце в генеральній класифікації (Вінченцо Нібалі) на Джиро д'Італія 2013

- 1-е місце в командній класифікації на Критеріум Дофіне 2014.

- 1-е місце в генеральній класифікації (Вінченцо Нібалі) на Тур де Франс 2014

- 1-е місце в командному класифікації на Джиро д'Італія 2015:
  - в складі команди на Джиро д'Італія 2015 виступили - Фабіо Ару (другий в генералі, виграв два етапи, кращий молодий гонщик), Мікель Ланда (третій в генералі, виграв два етапу), Паоло Тіралонго (виграв етап), Танел Кангерт, Даріо Катальдо, Луїс Леон Санчес, Давиде Малакарне, Дієго Роза і Андрій Зейц. [4]

- 1-е місце в генеральній класифікації (Фабіо Ару) на Вуельті 2015. Це десята перемога «Астани» на Гранд-турах за десять років (2006-2015).

- 1-е місце в генеральній класифікації (Вінченцо Нібалі) на Джиро д'Італія 2016

- 1-е місце в командній класифікації на Джиро д'Італія 2016:
  - в складі команди на Джиро д'Італія 2016 виступили - Вінченцо Нібалі (виграв 19-й етап і перемогу в генералі), Мікеле Скарпоні, Давиде Малакарне, Валеріо Аньйоло, Ерос Капеккі, Якоб Фульсанг, Танел Кангерт, Бахтіяр Кожатаєв і Андрій Зейц [5].

## Склад команди 2017 року
| Прізвище            | Дата народження | Громадянство | Попередня команда 2016 року  |
| Фабіо Ару           | 03/07/1990      | Італія       | Astana Pro Team              |
| Пельо Більбао       | 25/02/1990      | Іспанія      | Caja Rural-Seguros RGA       |
| Жандос Біжігітов    | 10/06/1991      | Казахстан    | Astana Pro Team (стажування) |
| Матті Брешель       | 31/08/1984      | Данія        | Cannondale-Drapac            |
| Даріо Катальдо      | 17/03/1985      | Італія       | Astana Pro Team              |
| Сергій Чернецький   | 09/04/1990      | Росія        | Team Katusha                 |
| Лауренс де Врез     | 29/09/1988      | Бельгія      | Astana Pro Team              |
| Даниїл Фоміних      | 28/08/1991      | Казахстан    | Astana Pro Team              |
| Якоб Фульсанг       | 22/03/1985      | Данія        | Astana Pro Team              |
| Оскар Гатто         | 01/01/1985      | Італія       | Tinkoff                      |
| Андрій Гривко       | 07/08/1983      | Україна      | Astana Pro Team              |
| Дмитро Груздєв      | 13/03/1986      | Казахстан    | Astana Pro Team              |
| Єспер Гансен        | 23/10/1990      | Данія        | Tinkoff                      |
| Арман Камишев       | 14/03/1991      | Казахстан    | Astana Pro Team              |
| Танел Кангерт       | 11/03/1987      | Естонія      | Astana Pro Team              |
| Трульс Енген Корсет | 16/09/1993      | Норвегія     | Team Joker Byggtorget        |
| Бахтіяр Кожатаєв    | 28/03/1992      | Казахстан    | Astana Pro Team              |
| Мігель Анхель Лопес | 04/02/1994      | Колумбія     | Astana Pro Team              |
| Олексій Луценко     | 07/09/1992      | Казахстан    | Astana Pro Team              |
| Рікардо Міналі      | 19/04/1995      | Італія       | Neoprofesional               |
| Морено Мозер        | 25/12/1990      | Італія       | Cannondale-Drapac            |
| Луїз Леон Санчес    | 24/11/1983      | Іспанія      | Astana Pro Team              |
| Мікеле Скарпоні     | 25/09/1979      | Італія       | Astana Pro Team              |
| Микита Стальнов     | 14/11/1991      | Казахстан    | Astana City                  |
| Паоло Тіралонго     | 05/07/1977      | Італія       | Astana Pro Team              |
| Руслан Тлеубаєв     | 07/03/1987      | Казахстан    | Astana Pro Team              |
| Міхаель Вальгрен    | 07/02/1992      | Данія        | Tinkoff                      |
| Артем Захаров       | 27/10/1991      | Казахстан    | Astana Pro Team              |
| Андрій Зейц         | 14/12/1986      | Казахстан    | Astana Pro Team              |

## Статистика
Зведена таблиця статистики виступу команди на етапах  Світового Туру UCI.
Рядки - гонки світового туру.
Стовпці - сезони виступу команди в Світовому турі.
Ланки - виступ найкращого гонщика з команди на даному етапі (в коментарі ім'я гонщика).
 Станом на  12 квітня 2016 року
| Сезон                             | 2009                      | 2010                      | 2011                      | 2012           | 2013       | 2014       | 2015           | 2016           |
| --------------------------------- | ------------------------- | ------------------------- | ------------------------- | -------------- | ---------- | ---------- | -------------- | -------------- |
| Австралія Тур Даун Андер          | 28                        | 13                        | 9                         | 61             | 19         | 22         | 13             | 15             |
| Франція Париж — Ніцца             | 4                         | 1                         | 15                        | 9              | 19         | 5          | 7              | 15             |
| Італія Тіррено — Адріатико        | 3                         | 4                         | 15                        | 3              | 1          | 9          | 16             | 6              |
| Італія Мілан — Сан-Ремо           | 16                        | 8                         | 66                        | 17             | 14         | 44         | 21             | 11             |
| Іспанія Вуельта Каталонії         | 3                         | 14                        | 23                        | 7              | 11         | 11         | 6              | 14             |
| Бельгія E3 Харелбеке              | Входила в UCI Europe Tour | Входила в UCI Europe Tour | Входила в UCI Europe Tour | 15             | 12         | 7          | 11             | 6              |
| Бельгія Гент — Вевельгем          | 18                        | 7                         | 66                        | 45             | 2          | 43         | 22             | 19             |
| Бельгія Тур Фландрії              | 26                        | 8                         | 35                        | 23             | 34         | 49         | 6              | 11             |
| Іспанія Тур Країни Басків         | 1                         | 20                        | 8                         | 11             | 27         | 14         | 6              | 20             |
| Франція Париж — Рубе              | 33                        | —                         | 18                        | 23             | 31         | 40         | 4              | 63             |
| Нідерланди Амстел Голд Рейс       | 44                        | 4                         | 17                        | 1              | 9          | 8          | 17             | 22             |
| Бельгія Флеш Валонь               | 27                        | 3                         | 4                         | 5              | 30         | 14         | 9              | 20             |
| Бельгія Льєж — Бастонь — Льєж     | 22                        | 1                         | 4                         | 1 / 3          | 6          | 12         | 9              | 10             |
| Швейцарія Тур Романдії            | 21                        | 50                        | 3                         | 6              | 23         | 5          | 10             |                |
| Італія Джиро д’Італія             | 4                         | 6                         | 5                         | 15             | 1          | 3          | 2 / 3          |                |
| Франція Критеріум ду Дофіне       | 3                         | 2                         | 3                         | 7              | 4          | 7          | 12             |                |
| Швейцарія Тур Швейцарії           | 4                         | 39                        | 32                        | 6              | 3          | 28         | 7              |                |
| Франція Тур де Франс              | 1                         | 14                        | 37                        | 9              | 7          | 1          | 4              |                |
| Іспанія Классика Сан-Себастьяна   | 14                        | 2                         | 36                        | 35             | 37         | 16         | 11             |                |
| Польща Тур Польщі                 | 12                        | 13                        | 12                        | 23             | 9          | 43         | 5              |                |
| Бельгія Нідерланди Енеко Тур      | 21                        | 52                        | 59                        | 39             | 3          | 4          | 6              |                |
| Іспанія Вуельта Іспанії           | 13                        | 24                        | 18                        | 34             | 2          | 5          | 1              |                |
| Німеччина Ваттенфаль Классік      | 26                        | 5                         | 7                         | 10             | 28         | 14         | 12             |                |
| Франція Гран-прі Західної Франції | 8                         | 23                        | 18                        | 8              | 9          | 12         | 19             |                |
| Канада Гран-прі Квебека           | не проводилась            | 16                        | 10                        | 27             | 17         | 8          | 11             |                |
| Канада Гран-прі Монреаля          | не проводилась            | 17                        | 33                        | 19             | 2          | 9          | 18             |                |
| Італія Джиро ді Ломбардія         | 7                         | 29                        | 45                        | 10             | 5          | 9          | 5              |                |
| КНР Тур Пекіна                    | не проводилась            | не проводилась            | 8                         | 2              | 14         | —          | не проводилась | не проводилась |
| Світовий рейтинг                  | Альберто Контадор (1)     | Винокуров (11)            | Винокуров (16)            | Кройцігер (20) | Нібалі (5) | Нібалі (5) | Ару (5)        | Нібалі (40)    |